# 1409
Cette page concerne l'année 1409  du calendrier julien.
L'année 1409 est une année commune qui commence un mardi.

## Événements

### Asie
- 23 février[1] : en Chine, Yongle (« Joie éternelle ») quitte Nankin pour Pékin, où il transfère sa capitale, dotée de riches monuments, dont la Cité interdite.
- 13 mai : Shah Rukh, fils de Tamerlan, entre à Samarcande et dépose son frère Khalil Sultan[2]. Il établit sa capitale à Herat d’où il gouverne avec discernement le Khorasan, le Mazandaran et le Fars. Son fils Ulugh Beg gouverne la Transoxiane.
- Août : expédition du général Qiu Fu contre les Mongols. Il avance jusqu'à la Kerulen mais est battu et tué le 23 septembre[1].
  - Ma-ha-mou (Mahmoud), chef des Oïrats, en compétition avec Esseku, le fils d’Ugetchi, pour le pouvoir, fait alliance avec les Ming contre les Mongols orientaux. Après leur victoire en 1410, la Mongolie est divisée en deux parties, un khanat oriental et un khanat occidental.

- Fondation du monastère dge-lugs-pa de Dga'ldan près de Lhassa[3].

### Europe
- Janvier : reddition du château de Harlech[4]. Le Gallois insurgé Owen Glendower est vaincu par le roi Henri IV d'Angleterre.

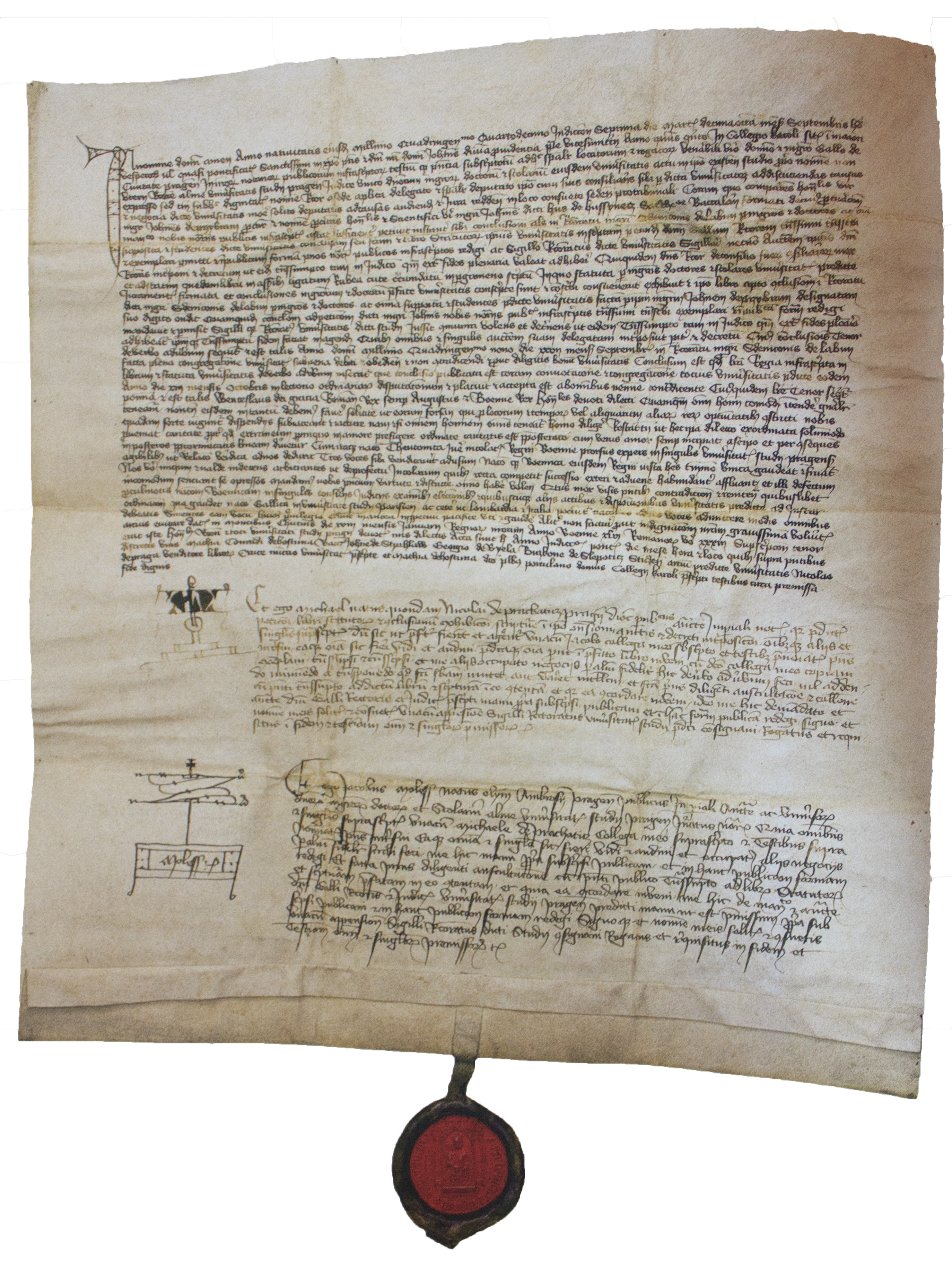
18 janvier : décret de Kuttenberg

- 18 janvier : décret de Kuttenberg[5]. À l’université de Prague, le roi des Romains Wenceslas donne le pas aux Tchèques sur les Allemands. L’université devient le centre de la vie nationale en Bohême. Mécontents, les Allemands quittent Prague pour Leipzig le 11 mai où ils fondent une nouvelle université[6]. Le réformateur religieux tchèque Jan Hus devient recteur de l'université dans le courant de l'année[7].
- 9 mars : paix de Chartres entre Armagnacs et Bourguignons[8].
- 25 mars - 7 août : concile de Pise, convoqué sans succès à l’initiative des cardinaux pour mettre un terme au Grand Schisme d'Occident, et qui se conclut par la déposition des deux papes (5 juin) et l'élection d'un troisième pape (26 juin)[9].
- 26 juin : Début du pontificat de l'antipape Alexandre V (fin en 1410)[9].
- 28 juin : Louis II d'Anjou fait une alliance militaire avec Florence[10] Il tente de reconquérir Naples sur Ladislas Ier de Naples.
- 30 juin : bataille de Sanluri[11]. Fin du judicat d'Arborée.
- Juillet[12] : Ladislas Ier de Naples vend la Dalmatie à Venise pour 100 000 florins. Venise reprend Zara et avance en Dalmatie jusqu’en 1420.
- 25 juillet : début du règne de Martin l'Humain ou le Vieux, roi de Sicile à la mort de son fils Martin le Jeune (fin en 1410)[13]. Régence de Blanche de Navarre.
- 6 août : le grand-maître de l’ordre Teutonique Ulrich von Jungingen déclare la guerre à la Pologne[14].
- 3 - 6 septembre[15] : révolte à Gênes et massacre de la garnison française en l'absence du gouverneur Boucicaut, parti le 31 juillet à l'appel du duc de Milan[16]. Théodore de Montferrat devient capitaine général de la république de Gênes (fin en 1413)[17].
- 18 octobre[18] : ennoblissement du cneaz (chef) Voïcu (Vajk) par Sigismond de Luxembourg, qui lui donne la forteresse de Hunyadi (Hunedoara) et vingt-cinq villages alentour. Ce noble valaque est à l’origine de la grande famille des Hunyadi de Transylvanie.
- 29 novembre : création de l’hôpital des Innocents à Valence (Espagne), premier asile d’aliénés d’Espagne[19].
- 4 décembre : inauguration de l'université de Leipzig par le prince-électeur de Saxe[6].
- 9 décembre : l'Université d’Aix-en-Provence, créée par Louis II d'Anjou, comte de Provence, reçoit sa bulle d'investiture du pape Alexandre V[20].
- 20 décembre : le pape mande l’archevêque de Prague à Rome et lui demande d’arrêter par tous les moyens l’hérésie en Bohême[7].
- 31 décembre : la garnison de Ladislas Ier de Naples est chassée de Rome par les forces du pape Alexandre V commandées par Paul des Ursins[21].

- première bourse à Bruges[22].